# Elizaveta Arzamasova
Elizaveta Nikolaevna Arzamasova (en ruso: Елизаве́та Никола́евна Арзама́сова; Moscú, 17 de marzo de 1995) es una actriz, cantante y presentadora de televisión rusa.

## Carrera
A los cuatro años, Arzamasova comenzó a actuar en películas. Al mismo tiempo, estudió en el estudio de música de GITIS. Su madre, Yulia, publicó la foto de su hija y su currículum en uno de los sitios web. Arzamasova pasó el casting en el Teatro de Variedades de Moscú y recibió el papel principal en el musical “Annie”. En 2004, Arzamasova recibió el Premio del Público por este papel en el noveno festival de teatro Debuts de Moscú. En 2005, debutó en el escenario del Teatro Musical Académico de Moscú Nueva Ópera en el papel de la pequeña Anastasia Romanova en la ópera “Anastasia”.
En 2007, interpretó el papel de la niña Jesús en la obra del Teatro de Arte de Moscú Chéjov “El hombre de la almohada”, dirigido por Kiril Serébrennikov.
En 2012 ingresó al Instituto Humanitario de Radiodifusión y Televisión. M. A. Litovchina (GITR), en el departamento de producción, donde se graduó con honores. Ese mismo año, prestó su voz al personaje principal Mérida, de la película animada de Disney/Pixar Brave. En 2013, prestó su voz a Julieta en la película Romeo y Julieta de 2013. Ella prestó su voz a Silver, de la película animada Angry Birds 2.
En 2017, se convirtió en la cara del canal STS Love.

## Caridad
En 2016, se convirtió en patrona de la fundación “Old Age in Joy”, que brinda apoyo a personas mayores y personas con discapacidad.

## Vida personal
El 20 de diciembre de 2020 se casó con el patinador sobre hielo Iliá Averbuj. El 14 de agosto de 2021, el matrimonio tuvo su primer hijo, a quien pusieron el nombre de Leo. El 8 de agosto de 2024, nació su segunda hija, Leah.

## Discografía

### Sencillos
| Año  | Título          | Nota |
| ---- | --------------- | ---- |
| 2010 | «Yo soy tu sol» |      |
| 2012 | «Anticipación»  |      |

## Filmografía

### Cine
| Año  | Título                            | Director                                      | Papel                 | Nota         |
| ---- | --------------------------------- | --------------------------------------------- | --------------------- | ------------ |
| 2002 | Kovcheg                           | Yuri Kuzin                                    | Masha                 |              |
| 2002 | Prendimi l'anima                  | Roberto Faenza                                | Niña del orfanato     |              |
| 2006 | Volkodav iz roda Serykh Psov      | Nikolai Lebedev                               | Niña llorando         |              |
| 2006 | V plenu vremeni                   | Vyacheslav Afonin                             |                       |              |
| 2009 | Lyubov v bolshom gorode           | Maryus Vaysberg                               | Vera                  |              |
| 2009 | Pop                               | Vladimir Khotinenko                           | Eva                   |              |
| 2010 | Ryabinovyy vals                   | Ver listaAleksandr Smirnov Aliona Rayner      | Lena                  |              |
| 2010 | Benefis                           | Ver listaNatalya Glumnushina Yuliya Zavyalova | Anya                  | Cortometraje |
| 2012 | Brave                             | Ver listaBrenda Chapman Mark Andrews          | Princesa Mérida       | Voz          |
| 2012 | Snezhnaya koroleva                | Ver listaVladlen Barbe Maksim Sveshnikov      | Hija del pirata líder | Voz          |
| 2014 | Korporativ                        | Oleg Asadulin                                 |                       |              |
| 2014 | Ten voyny                         | Anastasiya Glebova                            |                       | Cortometraje |
| 2016 | The Alphabet of Ben Sirach Lilith | Jana Nedzvetkaya                              | Lilith                | Cortometraje |
| 2016 | 72 chasa                          | Kira Angelina                                 | Shura                 |              |
| 2016 | Lyubimyy gorod                    | Aleksandr Efremov                             | Tanya                 |              |
| 2017 | Naparnik                          | Aleksandr Andryushchenko                      | Katya                 |              |
| 2019 | Lyubovnitsy                       | Elena Hazanova                                | Mila                  |              |
| 2019 | Once upon a time in Rezekne - 2   | Alexander Terentyev                           | Agne                  | Cortometraje |
| 2021 | Proklyatyy chinovnik              | Sarik Andreasyan                              | Katya                 |              |
| 2022 | Legendy Orlyonka                  | Olga Belyaeva                                 | Alya                  |              |
| 2022 | Angel malenkoy printsessy         | Aleksandr Savarskiy                           | Ella (voz)            | Cortometraje |
| 2024 | Novogodnee chudo                  | Oksana Stashenko                              |                       |              |

### Televisión
| Año       | Título                            | Papel                    | Nota           |
| --------- | --------------------------------- | ------------------------ | -------------- |
| 2002      | Liniya zashchity                  |                          | 1 episodio     |
| 2004      | Advokat                           | Irishka                  | 2 episodios    |
| 2004      | Mesto pod solncem                 | Margosha                 | 8 episodios    |
| 2005      | Eshelon                           | Katya                    |                |
| 2007      | Ya syshchik                       |                          |                |
| 2007      | Svoi deti                         | Lada Bezuglova           | Película de TV |
| 2007-2012 | Papiny dochki                     | Galina Sergeevna         | 287 episodios  |
| 2008      | Agenstvo 'Mechta'                 |                          | Película de TV |
| 2008      | Vzroslaya zhizn Poliny Subbotinoy |                          |                |
| 2010      | Vyshel yozhik is tumana           |                          | Miniserie      |
| 2011      | Dostoevskiy                       | Sofya Korvin-Krukovskaya | 7 episodios    |
| 2012      | Bezumnyy yubiley                  |                          | Película de TV |
| 2012      | Krasnaya shapochka                |                          | Película de TV |
| 2015      | Moy lyubimyy papa                 |                          |                |
| 2016      | Osinoye gnezdo                    |                          | Miniserie      |
| 2017      | Demon revolyutsii                 |                          | 6 episodios    |
| 2018      | Portret vtoroy zheny              |                          | Película de TV |
| 2020      | Neokonchenny boy                  | Lara                     | Miniserie      |
| 2022      | Anna i tayna nochi                | Anna Shtolman            | Miniserie      |
| 2023-2024 | Papiny dochki. Novye              | Galina Sergeevna         | 21 episodios   |

## Teatro
| Año           | Título                                             | Creador                      | Papel                       | Nota   |
| ------------- | -------------------------------------------------- | ---------------------------- | --------------------------- | ------ |
| 2004-2005     | Annie                                              | Thomas Meehan                | Annie                       |        |
| 2005          | Anastasia                                          |                              | Anastasia Romanova          |        |
| 2007-2009     | El hombre de la almohada                           |                              | Jesús                       |        |
| 2010-2018     | Romeo y Julieta                                    |                              | Julieta Capuleto            | [ 16 ] |
| 2011          | Princesa Yvonne                                    |                              | Yvonne, princesa de Borgoña |        |
| 2011-2012     | El sonido de la música                             | Howard Lindsay/Russel Crouse | Liesl von Trapp             |        |
| 2013-2018     | Conspiración en inglés                             |                              | Abigail Churchill           |        |
| 2013-presente | Blaise                                             |                              | María                       | [ 17 ] |
| 2013-2020     | Piedra                                             |                              | Hanna                       |        |
| 2019-presente | La noche de sus revelaciones                       |                              | Julieta                     | [ 18 ] |
| 2019-presente | A través de la cama                                |                              |                             | [ 19 ] |
| 2019-presente | Si tan solo fuera...                               |                              | Lisa                        |        |
| 2020-2021     | Vals de Núremberg                                  |                              | Irina Gagarina              |        |
| 2021-2024     | Notas de invierno sobre las impresiones del verano | Fiódor Dostoyevski           | Ella                        |        |
| 2022-presente | Cenicienta                                         |                              | Cenicienta                  |        |
| 2024-presente | ¡Con cuidado! ¡Vivaldi!                            |                              | Antonio Vivaldi             |        |

## Premios y nominaciones
| Año  | Premio                                                       | Categoría                                              | Nominada por       | Resultado |
| ---- | ------------------------------------------------------------ | ------------------------------------------------------ | ------------------ | --------- |
| 2001 | Campeonato Mundial de Artes Escénicas                        | Demostración de vestuario teatral (menores de 10 años) |                    | Ganadora  |
| 2001 | Campeonato Mundial de Artes Escénicas                        | Voces originales (menores de 10 años)                  |                    | Ganadora  |
| 2004 | IX Festival de Teatro “Debuta Moscú”                         | Premio del Público                                     | Annie              | Ganadora  |
| 2006 | XIV Festival Internacional Infantil “Artek”                  | Trabajo actoral talentoso                              | Cautiva del tiempo | Ganadora  |
| 2006 | IV Festival de Cine Ruso "Estreno en Moscú"                  | Premio al mejor actor infantil                         | Cautiva del tiempo | Ganadora  |
| 2009 | VII Festival Internacional de Cine “Meridianos del Pacífico” | Actriz joven más prometedora                           | Pop                | Ganadora  |
| 2014 | XII Festival de Cine y Teatro "Otoño de Amur"                | Mejor actriz                                           | Blaise             | Ganadora  |